# Union sportive Aubenas Basket
Actualités
l'US Aubenas Basket, est une équipe française de basket-ball, basé sur la commune d'Aubenas dans le département de l'Ardèche en Rhône-Alpes. Le club évolue en 2020-2021 en Nationale 2 (4e division).

## Histoire
Le club est créé en 1939. En Nationale 2 depuis 2008. En 2016-2017 après avoir fini premier de la Poule D, le club gagne son quart de finale contre l'AS Kaysersberg (2 victoires pour 1 défaite) et monte ainsi en Nationale 1 pour la saison 2017-2018,. Pour sa première saison en Nationale 1, le club finit 12e avec 14 victoires pour 20 défaites.

### Bilan saison par saison
| Saison  | Division | Ligue | Position | V-D   | Play-Offs       | Resultats |
| ------- | -------- | ----- | -------- | ----- | --------------- | --------- |
| 2008-09 | 4e       | NM2   | 8e       | 11-15 |                 |           |
| 2009-10 | 4e       | NM2   | 10e      | 11-17 |                 |           |
| 2010-11 | 4e       | NM2   | 7e       | 12-12 |                 |           |
| 2011-12 | 4e       | NM2   | 4e       | 15-11 |                 |           |
| 2012-13 | 4e       | NM2   | 3e       | 17-5  |                 |           |
| 2013-14 | 4e       | NM2   | 9e       | 13-13 |                 |           |
| 2014-15 | 4e       | NM2   | 3e       | 12-7  |                 |           |
| 2015-16 | 4e       | NM2   | 2e       | 19-7  | Quart de finale |           |
| 2016-17 | 4e       | NM2   | 1er      | 18-4  | Demi-finale     | Ascension |
| 2017-18 | 3e       | NM1   | 12e      | 14-20 |                 |           |
| 2018-19 | 3e       | NM1   |          |       |                 |           |

## Palmarès
- Finaliste du Trophée Coupe de France 2017[2].

## Salle
La salle est à la Halle des sports d'une capacité de 1 200 places.

## Effectif

### Effectif actuel
| Nationalité | Joueur             | Taille |
| ----------- | ------------------ | ------ |
|             | Antonin Chardon    | 1,95 m |
|             | Tommy Ghezala      | 1,85 m |
|             | Alexandre Karolak  | 1,93 m |
|             | Sabri Lontadila    | 1,96 m |
|             | Oumarou Baradji    | 2,02 m |
|             | Arthur Leboeuf     | 1,75 m |
|             | Danilo Sibalic     | 2,04 m |
|             | Jonathan Kyungu    | 2,06 m |
|             | Gaylord Lobela     | 2,06 m |
|             | Grégory Thondinque | 2,01 m |

## Entraineurs successifs
- ?-2018 :  Moatassim Rhennam
- 2018- :  Marc Namura
- Janv. 2019- :  Zoran Durdevic
- -Mars 2023 :  Xavier Ramassamy

## Joueurs célèbres et marquants
- Cherokee Parks, joueur de 2011 à 2012[5].
- Michel Ipouck, joueur de 2015 à 2018.